# Plegma
Plegma é um género de gastrópode  da família Euconulidae.
Este género contém as seguintes espécies:
- Plegma caelatura